# はぢがーる
『はぢがーる』（HADIGIRL）は、みやびあきのによる日本の漫画作品。『まんがタイムきららフォワード』（芳文社）において2011年6月号から2013年11月号にかけて連載された。また、連載終了後の2014年6月号にもゲスト掲載された。全30話（ゲスト除く）。単行本全5巻。単行本第1巻のキャッチコピーは「クールな美女ほど打たれ弱い。」。

## 概要
2010年（平成22年）8月に担当編集者から話をもらって制作を開始、作者の出産を挟んで連載が開始された。本作の単行本第1巻が作者の初コミックスである。
単行本各巻には巻末に「はぢがーる+」（はぢがーるぷらす、4コマ漫画）、「あとがき」（一部の巻では息子や夫、担当編集者らとのコミックエッセイ）、また表紙カバーを外したカバー下（本体表紙）には「別バージョン」のイラスト+4コマなど、多数の描き下ろしページがある。

## あらすじ
クラスの男子から「推定男嫌い」で「誰も声をかけられない美少女」と思われているクールな女子高生・神楽 紗江は、実は男性が苦手で極度の緊張を隠すために「キリッ!」としてしまうだけであり、普通に恋に憧れていた。テレビのラブシーンを見て赤面していたところに、「愛の天使らぶりん100号」と名乗る謎の生物から「愛の神様の卵」の宿主に選ばれたと告げられる。宿主の「ドキドキ」で生育するというこの卵が命じる課題をクリアすれば卵が無事孵り、素敵な恋が約束されるが、失敗すると卵は死亡、永遠に異性と結ばれなくなるという。そんな中、ひょんなきっかけで話すようになったクラスメイトの本田 涼を課題をクリアするための「目標」（ターゲット）とし、後ろめたさを感じながらも課題をクリアして行くことになる。

## 登場人物
「声」はモーションコミックにおける声優。

### メインキャラクター
神楽 紗江（かぐら さえ）
声 - 平野綾
本作品の主人公にしてヒロイン。腰まである黒髪ストレートロングの眼鏡キャラクター。桃ヶ丘高校に通う2年生。クラスは2年3組。
男子からは「クールな美女」と評判であり、また「近寄りがたいオーラ」があると評されている。涼も最初は一言話し掛けるのも緊張すると思っていた。
実はクールな訳ではなく、男性が苦手で話すときには「キリッ!」としてしまう（書き文字入りで表現される）だけであった。特に「テンパる」と更に口調が厳しくなる。自他ともに認める真面目人間で、親友の菊花からは心配されていた。
テレビのラブシーンを見て赤面しながら悶絶していたところに現れたらぶりん100号から、「愛の神様の卵」の宿主として選ばれたことを告げられ、左腕には強制的にブレスレットを付けられる。
課題クリアに対しては卑怯な手段は使わず、筋を通すことを身上としている。偶然が重なって何度か課題クリアの切っ掛けとなった涼に対しては「目標」（ターゲット）として、あくまで課題をクリアするために接していた。当初は命令口調になるなど、きつい言い方をすることも多かったが、行動を共にする機会が増えていくうちに徐々に心境が変化していく。それでもわざわざ相性占いを行った上で「友達」である、と思い込もうとしていた。だが好の存在を切っ掛けに、涼のことが本当に好きになっていることに気付く。風邪の熱によるうわ言で涼にたいして愛の神様の卵孵化前の最後の課題の条件でもあった告白めいたことをしてしまうが、よく覚えてないとごまかしている。だが課題とは別に行動を起こすことも出来るようになってきている。
最終的には涼に課題の存在を打ち明ける。自身の罪悪感から勝手に距離を置こうとするが涼からのアプローチ、そして自身の本心に向き合うことで涼に好きだと告白し、正式に交際を開始することとなった。課題については涼とともに「必要悪」であったと思っている。
実は視力は両目とも2.0である。緊張防止用と恥ずかしさをカモフラージュするために赤フチの伊達眼鏡を掛けている。
作者曰く、作者の「好き属性の塊」なキャラクターである。
本田 涼（ほんだ りょう）
声 - 花江夏樹
紗江のクラスメイト。偶然が重なり紗江と話すことが増えるが、その優しさを見込まれた形で無断ながら紗江の「課題」クリアのための「目標」（ターゲット）となる。
紗江に対しては、当初は他の男子ほどはその存在を気に掛けていなかったが、紗江との会話後、それを見ていた島村との話を切っ掛けに気にするようになる。きついかと思ったら急に恥ずかしがるなど、ギャップに対し「かわいい」と思っていた。またよく話すようになってから以降も、「謎が多い」「ミステリアス」と思っており、戸惑ってばかりいる。また好とは「対照的」であると思っている。紗江が「課題」をクリアしなければならない事情にあることは全く知らず、結果的に翻弄される形となっているが、その中で段々と特別な存在になって行く。
優しい青年であり、紗江が課題のクリアが目的で涼と交流を持ったこと、またそれを言うことが出来ずにいることで謝ってばかりであることを気に掛け、紗江の事情を詮索することはあえて行わず、その上で「謝らないで」と伝える。
紗江から打ち明けられた課題の件については、ショックを受けつつも、紗江と知り合うきっかけになったことで感謝してもいいと思っており、その旨紗江に告げた。
文芸部所属で、図書委員でもあり、学内では図書館あるいは部室にいることが多い。また、文芸部と演劇部は部室が隣同士であり、紗江とは別に菊花とは既に交流があった。
好とは本の話で気が合い、「さわやかな女の子」という印象を持っている。また自分を慕ってくれていることにも気付いていたため、妹のように思っていた。後に告白されるが、突然のことであり、こちらにも戸惑っていた。後に正式な返答を行った。
らぶりん100号（らぶりんひゃくごう）
声 - 藤田咲
自らを「愛の天使」の100代目と名乗る。見た目は少女。天界に住んでいるらしい。
紗江の前に突然現れ、「愛の神様の卵」の宿主に選ばれたと告げ、いきなり課題を出題して行く。紗江の行動をどこからか見ていることもあり、さらに「天使カメラ」で写真を撮影していることもある。紗江が右往左往する姿を見てニヤついたりからかったりすることも多いが、作者曰く「悪い子じゃない」。
紗江による最後の課題クリア後、愛の神様に昇格し、らぶりん101号ととも紗江と涼の2人に挨拶をしてから天界に戻って行った。
いも虫（いもむし）
「愛の神様の卵」から出現した生物。体にハートのマークと、先端にハートが逆さに付いた形の触角を持つ。正式な名前などは天界の文献にも未記載であるために不明で、紗江はその姿からそのまま「いも虫」と呼んでいる。名前どころか、らぶりん100号も「見たことも聞いたこともない」存在であり、その推測ではどうやら「不完全な形で産まれてしまった天使」ではないかとのことである。不完全な形で産まれてしまったのは紗江が最後の課題をギリギリでタイムオーバーしてしまったからのようで、タイムオーバー分の埋め合わせを追加課題で出して来る。
らぶりん100号同様紗江の行動をどこからか見ており、無茶振りを行うことも多い。紗江曰く「絶対変態」。また、紗江の「ドキドキ」を食べるように口にしており、紗江にははっきりと食べている姿が見えている。
最後の課題の出題と同時にさなぎとなり、紗江の課題クリア後に孵化し、らぶりん101号となった。次の卵も既に持っている。

### サブキャラクター
園宮 菊花（そのみや きっか）
声 - 下田麻美
紗江の親友で、クラスメイト。髪型は長髪を左側上部で結んでいる。紗江とは小学校からの付き合いで、交換日記なども行っていた。
紗江の課題のことは知らず、初課題の日以降、紗江の様子が「おかしい」と思っている。課題クリアに悩む姿を見て、何かあれば話を聞くから、などと気に掛けている。また課題に奔走する姿を見ているが、その相手が涼に対してであることが多い理由により、紗江が涼のことを好きだと思っており、2人が上手く行くようにバックアップを行う。時には「急用で行けなくなった」など、紗江を騙すような形で実行することもある。またバックアップは行うが過剰にはせず、紗江が好から宣戦布告されたことに気付かない様子を見ても余計なことは言わず、「自分で気付いて!!」と心の中でツッコミを入れている。
演劇部に所属する。趣味は観劇と音楽鑑賞（洋楽）。島村とは音楽の話を切っ掛けとして仲良しの状態で、気になる存在になっていた。その気持ちが恋愛感情であるか否かについては結論を保留していたが、後に答えを出し、遠回しな表現で告白し、島村からは「ずるい」と言われた。
島村 明弘（しまむら あきひろ）
声 - 岸尾だいすけ
涼の親友で、クラスメイト。髪型はオールバック。涼とは高校1年時からの付き合いで、歴史、科学、音楽の話で意気投合した。また、菊花とは音楽（洋楽）で気が合い、実質的にデートに行く間柄となっている。
紗江のことをあまり知らない涼に対し、「推定男嫌い」で「誰も声をかけられない美少女」であると教えてあげた。
一度島村の発言により紗江の課題がクリアされたことがあり、その際には紗江が「もやっとする」と思ってしまった。結果的に紗江の涼に対する感情を自覚する切っ掛けの一つとなった。
真木 好（まき このみ）
声 - 日高里菜
涼の文芸部における後輩。1年生。涼からは「真木ちゃん」と呼ばれる。自身の名前をとても気に入っている。紗江からも涼からも「真っすぐ」な子と評される。紗江とは、涼の住所を質問したときに初めて会話を交わす。後に紗江が涼と昼食を食べに部室に来た際には、はっきりと涼の彼女なのかどうか質問したが紗江は「全く何にもない」と答えている。さらに紗江に対し「負けませんから」と宣戦布告するも、この時紗江はまだ涼に対する好意を自覚していなかった。
涼のことが異性として好きである。恋愛に対してははっきりしており、後に告白し、またストレートに「デートしてもらえませんか?」と誘うなど積極的に行動する。
実父が厳格な人間で怒ると非常に怖く、家庭内では気を使い過ぎで疲れている。父とは正反対で優しい男性である涼の前では「素のまんま」を受け入れてくれることなどから恋心を抱くようになって行ったという。
本田 鈴（ほんだ りん）
声 - 牧野由依
涼の妹。6歳。涼のことは「お兄ちゃん」、面識を持った紗江のことは「お姉さん」と呼ぶ。
年齢よりもかなりませた発言をしたり、「押しかけ女房」「草食系男子」などといった言葉を知っており、涼や紗江を焦らせることもしばしばである。
紗江のことは何度か同じ時を過ごすうちにお気に入りになっており、涼に対し遊びに来てもらいたいと伝えることもある。

## 用語
愛の神様の卵（あいのかみさまのたまご）
らぶりん100号が持って来た卵。一方的に宿主を選んで契約し、その宿主に出す「課題」がクリアされれば天使が生まれ、宿主にも素敵な恋が約束されるが、失敗すると卵が割れて死んでしまい、永遠に異性と結ばれないという。
課題については、1番目は「クラスメートに抱きつく」、2番目が「男の子と間接キスをする」など、恋愛関係に深いものが出される。また時間が設定されており、期限までにクリア出来ないと失敗と見なされる。クリアするとブレスレットのハートが白から赤に変わる。

## 主な舞台
都立桃ヶ丘高校（とりつももがおかこうこう）
紗江や涼たちの通う高校。

## 書誌情報
- まんがタイムKRコミックスより刊行。全5巻。

| 巻       | 収録話数 | 初版発行年月日（奥付） | ISBN              | 備考                                                                                  |
| -------- | -------- | ---------------------- | ----------------- | ------------------------------------------------------------------------------------- |
| VOLUME 1 | 1 - 6    | 2011年12月27日         | 978-4-8322-4090-2 | 第1巻が初コミックス。 VOLUME 5巻末の「はぢがーる+」は本編最終話の後日譚となっている。 |
| VOLUME 2 | 7 - 12   | 2012年5月27日          | 978-4-8322-4148-0 | 第1巻が初コミックス。 VOLUME 5巻末の「はぢがーる+」は本編最終話の後日譚となっている。 |
| VOLUME 3 | 13 - 18  | 2012年11月27日         | 978-4-8322-4218-0 | 第1巻が初コミックス。 VOLUME 5巻末の「はぢがーる+」は本編最終話の後日譚となっている。 |
| VOLUME 4 | 19 - 24  | 2013年5月26日          | 978-4-8322-4296-8 | 第1巻が初コミックス。 VOLUME 5巻末の「はぢがーる+」は本編最終話の後日譚となっている。 |
| VOLUME 5 | 25 - 30  | 2013年10月27日         | 978-4-8322-4356-9 | 第1巻が初コミックス。 VOLUME 5巻末の「はぢがーる+」は本編最終話の後日譚となっている。 |

- 全巻、カバー下の本体表紙に「4コマ漫画」などの描き下ろしあり。

## モーションコミック
- ハピネットが運営する「Manga 2.5」により、海外での配信向けにモーションコミックが制作された[3]。2013年9月より日本国内にて配信されている。日本語で台詞に声を当て、海外版では英語字幕が付く形態で配信される[3]。

## ドラマCD
2014年4月24日にツクルノモリからコミックとらのあな限定で発売。モーションコミック版の出演者がそのまま出演し、原作最終話のその後を描いた新作エピソードとして制作され、新たに登場する>らぶりん101号は堀江由衣が演じている。